# Bruine kathaai
De bruine kathaai (Apristurus brunneus) is een haai uit de familie van de Pentanchidae (Scyliorhinidae) en behoort derhalve tot de orde van de grondhaaien (Carcharhiniformes). De vis kan een lengte bereiken van 68 centimeter.

## Leefomgeving
De bruine kathaai is een zoutwatervis. De vis prefereert een subtropisch klimaat en leeft hoofdzakelijk in de Grote Oceaan op dieptes tussen 33 en 950 meter.

## Relatie tot de mens
De bruine kathaai is voor de visserij van geen belang. In de hengelsport wordt er weinig op de vis gejaagd.
A. acanutus · A. albisoma · A. ampliceps · A. aphyodes · A. australis · A. brunneus · A. bucephalus · A. canutus · A. exsanguis · A. fedorovi · A. gibbosus · A. herklotsi · A. indicus · A. internatus · A. investigatoris · A. japonicus · A. kampae · A. laurussonii · A. longicephalus · A. macrorhynchus · A. macrostomus · A. manis · A. melanoasper · A. microps · A. micropterygeus · A. nasutus · A. parvipinnis · A. pinguis · A. platyrhynchus · A. profundorum · A. riveri · A. saldanha · A. sibogae · A. sinensis · A. spongiceps · A. stenseni